# Halkogeni elementi
Halkogeni elementi su elementi šesnaeste skupine periodnog sustava: kisik, sumpor, selenij, telurij i polonij.
Elemente 16. skupine periodnog sustava nazivamo halkogenim elementima. Naziv halkogeni potječe od grčkih riječi chalkos (ruda) i genesis (postanak). U slobodnom prijevodu to bi značilo "ono što sačinjava rude".

## Svojstva
Kisik, sumpor i selenij su nemetali, a telurij i polonij polumetali. Znači, porastom atomskog broja nemetalna svojstva elemenata sve su slabije izražena.

Elektronska konfiguracija valentne ljuske atoma halkogenih elemenata je ns2np4, gdje je n od 2 do 6.

Za razliku od halogenih elemenata, koji u elementarnom stanju pri sobnoj temperaturi tvore dvoatomne molekule, halkogeni elementi, osim polonija, tvore dvoatomne ili višeatomne molekule.

Broj atoma u molekuli ovisi o veličini atoma.

Tako primjerice kisik zbog malog atomskog polumjera gradi dvoatomne (ili troatomne molekule), dok ostali elementi, osim polonija (koji ima najizraženija metalna svojstva, ali njegovi spojevi su vrlo rijetki), grade višeatomne molekule složenije građe. To je ujedno i razlog da svi elementi 16. skupine imaju dvije ili više alotropskih modifikacija.
Zbog toga je kisik pri sobnoj temperaturi plin, a sumpor kruta tvar.
Elementi 16. skupine, osim kisika, pokazuju dosta pravilnosti u ponašanju i imaju neke zajedničke značajke.

- Oksidi elemenata 16. skupine: SO2, SO3, SeO2, SeO3, TeO, TeO2, TeO3.

Ipak njihova je međusobna sličnost manja od sličnosti halogenih elemenata.

Svi elementi 16. skupine grade spojeve s vodikom:
- voda (H2O)
- sumporovodik (H2S)
- selenovodik (H2Se)
- telurovodik (H2Te)

Topljivi su u vodi, pri čemu tvore kiseline. Kiselost otopina raste porastom atomskog broja halkogenog elementa u kiselini, pa je telurovodična kiselina najjača.

Sumpor, selenij i telurij spajaju se s kisikom tvoreći više oksida, čija stabilnost raste s porastom atomskog broja. Sve su to kiseli oksidi, čija kiselost opada od sumporovih oksida prema telurijevim oksidima. Zato je sumporna kiselina najjača, a telurijska (H6TeO6) vrlo slaba.

## Otkrića
Do otkrića kisika trebalo je proći mnogo vremena. Otkrili su ga tek krajem 18. stoljeća, neovisno jedan o drugom, švedski ljekarnik i kemičar Carl Wilhelm Scheele, 1773.g. i Joseph Priestly, 1774.g. aparaturom preko žive i živinog(II) oksida. Pravo objašnjenje i značenje njihova otkrića, potkrijepljeno i vlastitim ispitivanjima gorenja, dao je Antoine Laurent Lavoisier [Lavoazje], 1775.g. Između ostalog, utvrdio je da se zrak sastoji od dva plina čiji su volumni omjeri 1:4, a nazivao ih je oxygen i azot. Dokazao je da su reakcije gorenja, disanja i hrđanja u biti istovrsne reakcije - reakcije oksidacije. Otkriće kisika, razumijevanje prirode zraka i oksidacije može se smatrati početkom moderne kemije.
Sumpor je jedan od najstarijih poznatih elemenata. Spominje se već u Bibliji.
To i nije čudno ako se zna da se u prirodi sumpor može naći u elementarnom stanju u površinskim dijelovima Zemljine kore. Iako su ga alkemičari u srednjem vijeku iscrpno opisali, elementarnu prirodu sumpora spoznao je tek 1777. godine Antoine Lavoisier.
Selenij je 1817. godine otkrio Berzelius u mulju koji nastaje pri proizvodnji sumporne kiseline. Ime je dobio po starogrčkom nazivu za mjesec (selene).
Telurij je otkrio F.M. von Reichenstein 1782. godine u rudi zlata, a ime je dobio po latinskoj riječi tellus (zemlja).
Polonij su 1898. otkrili Marie i Pierre Curie u uranovoj rudi. Dali su mu ime polonium po Poljskoj, domovini Marie Curie-Sklodowske.